# استان باتومی
استان باتومی (انگلیسی: Batum Oblast)نایب السلطنه قفقاز امپراتوری روسیه بود و مرکز آن شهر بندری باتومی بود. تقریباً با اکثر مناطق غربی غربی گرجستان مطابقت داشت. این منطقه خارج از قلمرو سنجاق عثمانی سابق باتومی (تحت کنترل عثمانی از اواخر قرن شانزدهم) ایجاد شد.